# Gottfried Weber

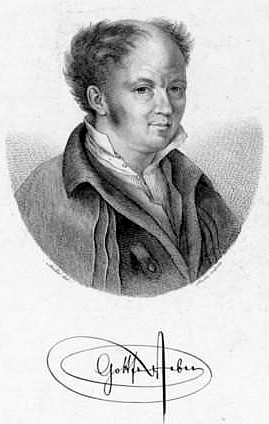
Gottfried Weber.

Jacob Gottfried Weber, född 1 mars 1779 i Freinsheim nära Mannheim, död 21 september 1839 i Bad Kreuznach, var en tysk musikteoretiker och tonsättare.
Weber var till yrket jurist och hade anställning i Mannheim, Mainz och Darmstadt, tills han 1832 utnämndes till generalstatsprokurator vid högsta domstolen i Darmstadt. Därjämte hade han tidigt utbildat sig till flöjtspelare, violoncellist och organist. Han inrättade i Mannheim en musikskola, ledde en musikförening och bragte egna kompositioner, mässor med mera, till uppförande. Han studerade ivrigt bland annat Johann Philipp Kirnbergers, Friedrich Wilhelm Marpurgs, Georg Joseph Voglers system, vilket ledde honom till att försöka uppställa ett eget, som visserligen inte fann någon ny princip, men däremot i vissa detaljer blev lagstiftande för eftervärlden: så införde han de tyska bokstäverna som beteckning för ackord, stora för dur och små för moll. 
Sin forskning i harmoni, akustik och instrumentbyggnad nedlade Weber i en mängd skrifter samt uppsatser i "Allgemeine Musikalische Zeitung" och "Cäcilia", vilken senare tidning han 1824 uppsatte och redigerade till sin död. Han framställde först tvivel på fullständiga äktheten av Wolfgang Amadeus Mozarts Requiem. 
Weber, som var nära vän till tonsättaren Carl Maria von Weber, bröt jämte honom väg för ett nyare, genomkomponerant behandlingssätt vid tonsättning av visors, romansers och balladers strofer samt tonsatte han dikter av bland andra Ludwig Uhland och Carl Theodor Körner. Till de allierades segerfest 1814 skrev han ett stort Te Deum. Han blev 1823 hedersdoktor vid Giessens universitet och 1827 ledamot av Musikaliska akademien i Stockholm.